# آنداسیبه (مانانارا نورد)
آنداسیبه (مالاگاسی: kaominina) یک منطقهٔ مسکونی در ماداگاسکار است که در آنالانجیروفو واقع شده‌است.